# الأهداف الإنمائية للألفية

المرامي الإنمائية للألفية كانت مبادرةً من الأمم المتحدة

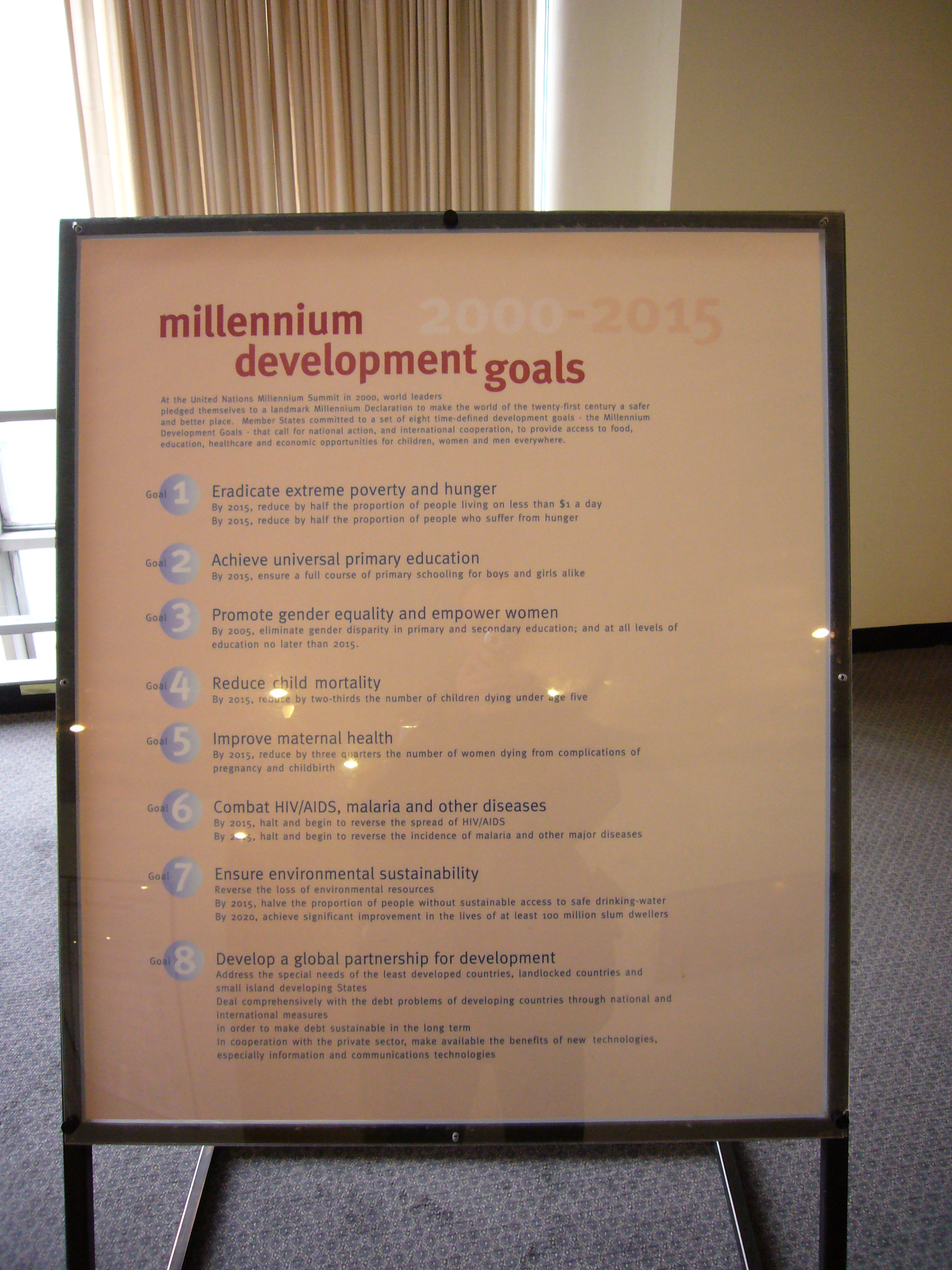
المرامي الإنمائية للألفية بمقر الأمم المتحدة بنيويورك

المرامي الإنمائية للألفية أو الأهداف الإنمائية للألفية (بالإنجليزية: Millennium Development Goals, MDGs)‏ هي ثمانية مرامٍ اتفقت الدول الأعضاء في منظمة الأمم المتحدة، وعددها 192 دولة، وما لا يقل عن 23 منظمة دولية، على تحقيقها بحلول سنة 2015. تنطلق هذه المرامي من إعلان الأمم المتحدة للألفية الذي تم توقيعه في سبتمبر 2000 والذي يُلزم الدول الأعضاء في منظمة الأمم المتحدة بمكافحة الفقر والجوع والأمراض والأمية والتمييز ضد المرأة. توجد أهداف ومؤشرات لقياس التقدم نحو تحقيق هذه المرامي.

## الخلفية

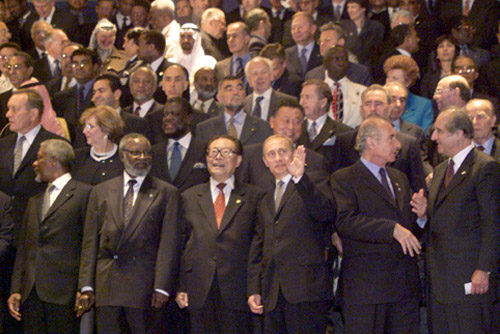
رؤساء الدول في قمة الألفية

إدراكا منها للحاجة إلى مساعدة الشعوب الفقيرة بصورة أكبر، اعتمدت الدول الأعضاء في الأمم المتحدة الأهداف الإنمائية للألفية. وتسعى هذه الأهداف إلى تحفيز التنمية من خلال تحسين الظروف الاجتماعية والاقتصادية في أكثر بلدان العالم فقرا.
وتنبثق الأهداف الإنمائية للألفية عن أهداف إنمائية أخرى تم إرساؤها رسميا في قمة الألفية لعام 2000، والتي حضرها جميع قادة العالم واعتمدوا إعلان الأمم المتحدة للألفية حيث تم الإعلان عن الأهداف الثماني.

## الأهداف
انبثقت الأهداف الإنمائية للألفية عن الفصول الثماني لإعلان الأمم المتحدة للالفية والموقع في سبتمبر/ أيلول 2000 وتتألف من ثمانية أهداف و21 غاية و60 مؤشرا لقياس التقدم المحرز في تحقيق الأهداف.
المرامي الثمانية التنموية الثمانية للألفية هي:
الهدف الأول: القضاء على الفقر المدقع والجوع
- الغاية 1 - ألف:تخفيض نسبة السكان الذين يقل دخلهم اليومي عن دولار واحد إلى النصف
- المؤشرات:

1. نسبة السكان الذين يقل دخلهم عن دولار واحد في اليوم (تعادل القوة الشرائية)
2. نسبة فجوة الفقر (حالات الفقر X عمق الفقر)
3. حصة الخمس الأفقر من السكان في الاستهلاك الوطني

- الغاية 1 - باء: توفير العمالة الكاملة والمنتجة والعمل اللائق للجميع، بمن فيهم النساء والشباب

المؤشرات:
1. معدل نمو الناتج المحلي الإجمالي لكل شخص عامل
2. نسبة السكان العاملين إلى عدد السكان
3. نسبة السكان العاملين الذين يقل دخلهم عن دولار واحد في اليوم (تعادل القوة الشرائية)
4. نسبة العاملين لحسابهم الخاص والعاملين من أفراد الأسرة المساهمين في نفقاتها إلى مجموع العاملين

- الغاية 1 - جيم: تخفيض نسبة السكان الذين يعانون من الجوع إلى النصف في الفترة ما بين 1990 و2015

1. عدد الأطفال الناقصي الوزن الذين تقل أعمارهم عن خمس سنوات
2. نسبة السكان الذين لا يحصلون على الحد الأدنى من السعرات الحرارية

الهدف الثاني: تحقيق تعميم التعليم الابتدائي
- الغاية 2 - ألف: كفالة تمكن الأطفال في كل مكان، سواء الذكور أو الإناث، من إتمام مرحلة التعليم الابتدائي، بحلول عام 2015

المؤشرات:
1. صافي نسبة القيد في التعليم الابتدائي
2. نسبة التلاميذ الذين يلتحقون بالدراسة في الصف الأول ويصلون إلى الصف الأخير من التعليم الابتدائي
3. نسبة السكان العاملين الذين يقل دخلهم عن دولار واحد في اليوم (تعادل القوة الشرائية)
4. معدل الإلمام بالقراءة والكتابة لدى الإناث والذكور الذين تتراوح أعمارهم بين 15 و24 سنة.

الهدف الثالث: تعزيز المساواة بين الجنسين وتمكين المرأة
الغاية 3 - ألف: إزالة التفاوت بين الجنسين في التعليم الابتدائي والثانوي ويفضل أن يكون ذلك بحلول عام 2005، وبالنسبة لجميع مراحل التعليم في موعد لا يتجاوز عام 2015
المؤشرات
1. نسبة البنات إلى البنين في مراحل التعليم الابتدائي والثانوي والعالي
2. حصة النساء من الأعمال المدفوعة الأجر في القطاع غير الزراعي
3. نسبة المقاعد التي تشغلها النساء في البرلمانات الوطنية

الهدف الرابع: تقليل وفيات الأطفال
- الغاية 4 - ألف: تخفيض معدل وفيات الأطفال دون سن الخامسة بمقدار الثلثين في الفترة ما بين 1990 و2015

المؤشرات:
1. معدل وفيات الأطفال دون سن الخامسة
2. معدل وفيات الرضع
3. نسبة الأطفال البالغين من العمر سنة واحدة المحصنين ضد الحصبة

الهدف الخامس: تحسين الصحة النفاسية
- الغاية 5 - ألف: تخفيض معدل الوفيات النفاسية بمقدار ثلاثة أرباع في الفترة ما بين 1990 و2015

المؤشرات:
1. معدل الوفيات النفاسية
2. نسبة الولادات التي تجرى تحت إشراف أخصائيين صحيين مهرة

- الغاية 5 - باء: تعميم إتاحة خدمات الصحة الإنجابية بحلول عام 2015

1. معدل استخدام وسائل منع الحمل
2. معدل الولادات لدى المراهقات
3. الحصول على الرعاية الصحية قبل الولادة (زيارة واحدة على الأقل وأربع زيارات على الأقل)
4. الحاجة غير الملباة في مجال تنظيم الأسرة

الهدف السادس: مكافحة الأيدز والملاريا والأمراض الأخرى
- الغاية 6 - ألف: وقف انتشار فيروس نقص المناعة البشرية/الإيدز بحلول عام 2015 وبدء انحساره اعتبارا من ذلك التاريخ

المؤشرات:
1. معدل انتشار فيروس نقص المناعة البشرية في صفوف السكان الذين تتراوح أعمارهم بين 15 و24 سنة
2. استخدام الرفالات أثناء آخر عملية اتصال جنسي محفوفة بالمخاطر
3. نسبة السكان الذين تتراوح أعمارهم بين 15 و24 سنة ويمتلكون معارف دقيقة شاملة عن فيروس نقص المناعة البشرية/الإيدز
4. نسبة اليتامى الذين يرتادون المدارس إلى غير اليتامى ممن تتراوح أعمارهم بين 10 سنوات و14 سنة

الغاية 6 - باء: تعميم إتاحة العلاج من فيروس نقص المناعة البشرية/الإيدز بحلول عام 2010 لجميع من يحتاجونه
المؤشرات:
1. نسبة السكان الذين بلغت إصابتهم بفيروس نقص المناعة البشرية مراحل متقدمة وبإمكانهم الحصول على عقاقير مضادة للفيروسات الرجعية

- الغاية 6 - جيم: وقف انتشار الملاريا وغيرها من الأمراض الرئيسية بحلول عام 2015 وبدء انحسارها اعتبارا من ذلك التاريخ

1. معدلات الإصابة والوفيات المرتبطة بالملاريا
2. نسبة الأطفال دون سن الخامسة الذين ينامون تحت ناموسيات معالجة بمبيدات الحشرات
3. نسبة الأطفال دون سن الخامسة المصابين بحمى ويعالجون بالأدوية المناسبة المضادة للملاريا
4. معدلات الإصابة بالسل وانتشاره والوفيات المرتبطة به
5. نسبة حالات السل التي اكتشفت وتم شفاؤها في إطار العلاج القصير الدورة الخاضع للإشراف المباشر

الهدف السابع: كفالة الاستدامة البيئية
- الغاية 7 - ألف: إدماج مبادئ التنمية المستدامة في السياسات والبرامج القطرية وانحسار فقدان الموارد البيئية

المؤشرات:
1. نسبة مساحة الأراضي المغطاة بالغابات
2. مجموع انبعاثات ثاني أكسيد الكربون، لكل فرد ولكل دولار من الناتج المحلي الإجمالي (تعادل القوة الشرائية)
3. استهلاك المواد المستنفدة للأوزون
4. نسبة الأرصدة السمكية الموجودة ضمن الحدود البيولوجية الآمنة
5. نسبة الموارد المائية الكلية المستخدمة

- الغاية 7 - باء: الحد بقدر ملموس من معدل فقدان التنوع البيولوجي بحلول عام 2010

المؤشرات:
1. نسبة المناطق البرية والبحرية المحمية
2. نسبة الأجناس المهددة بالانقراض

- الغاية 7- جيم

تخفيض نسبة الأشخاص الذين لا يمكنهم الحصول باستمرار على مياه الشرب المأمونة وخدمات الصرف الصحي الأساسية إلى النصف بحلول عام 2015
1. نسبة السكان الذين يستخدمون مصادر مياه للشرب محسنة
2. نسبة السكان الذين يستخدمون مرافق صحية محسنة

الغاية 7 - دال: تحقيق تحسين كبير بحلول عام 2020 لمعيشة ما لا يقل عن 100 مليون من سكان الأحياء الفقيرة
1. نسبة سكان الحضر المقيمين في أحياء فقيرة

الهدف الثامن: إقامة شراكة عالمية من أجل التنمية
- الغاية 8 - ألف: المضي في إقامة نظام تجاري ومالي يتسم بالانفتاح والتقيد بالقواعد والقابلية للتنبؤ به وعدم التمييز.

1. يشمل التزاما بالحكم الرشيد والتنمية وتخفيف وطأة الفقر - على الصعيدين الوطني والدولي

- الغاية 8 - باء: معالجة الاحتياجات الخاصة للبلدان الأقل نماء

	وهي تشمل: دخول صادرات البلدان الأقل نماء إلى الأسواق معفاة من التعريفات الجمركية وبدون الخضوع للحصص؛ وبرنامجا معززا لتخفيف عبء الديون الواقع على البلدان الفقيرة المثقلة بالديون وإلغاء الديون الثنائية الرسمية؛ وزيادة المساعدة الإنمائية الرسمية إلى البلدان التي أعلنت التزامها الحد من الفقر.
- الغاية 8 - جيم: معالجة الاحتياجات الخاصة للبلدان النامية غير الساحلية والدول الجزرية الصغيرة النامية (عن طريق برنامج العمل من أجل التنمية المستدامة للدول الجزرية الصغيرة النامية ونتائج الدورة الاستثنائية الثانية والعشرين للجمعية العامة).
- الغاية 8 - دال: المعالجة الشاملة لمشاكل ديون البلدان النامية باتخاذ تدابير على الصعيدين الوطني والدولي لجعل تحمل ديونها ممكنا في المدى الطويل.

المؤشرات
تم رصد بعض المؤشرات المبينة أدناه بصورة مستقلة بالنسبة البلدان الأقل نماء وأفريقيا والبلدان النامية غير الساحلية والدول الجزرية الصغيرة النامية.
المساعدة الإنمائية الرسمية
- صافي ومجموع المساعدة الإنمائية الرسمية وما يقدم منها إلى البلدان الأقل نماء، كنسبة مئوية من الدخل القومي الإجمالي للدول المانحة الأعضاء في لجنة المساعدة الإنمائية التابعة لمنظمة التنمية والتعاون في الميدان الاقتصادي
- نسبة المساعدة الإنمائية الرسمية الثنائية الكلية المخصصة حسب القطاع والمقدمة من الدول المانحة الأعضاء في لجنة المساعدة الإنمائية التابعة لمنظمة التنمية والتعاون في الميدان الاقتصادي إلى الخدمات الاجتماعية الأساسية (التعليم الأساسي والرعاية الصحية الأولية والتغذية والمياه المأمونة والصرف الصحي)
- نسبة المساعدة الإنمائية الرسمية الثنائية غير المشروطة المقدمة من الدول المانحة الأعضاء في لجنة المساعدة الإنمائية التابعة لمنظمة التعاون والتنمية في الميدان الاقتصادي
- المساعدة الإنمائية الرسمية التي تتلقاها في البلدان النامية غير الساحلية كنسبة من دخلها القومي الإجمالي
- المساعدة الإنمائية الرسمية التي تتلقاها في الدول الجزرية الصغيرة النامية كنسبة من دخلها القومي الإجمالي

الوصول إلى الأسواق
- نسبة مجموع واردات البلدان المتقدمة النمو المعفاة من الرسوم الجمركية (حسب القيمة وباستثناء الأسلحة) من البلدان النامية والبلدان الأقل نماء
- متوسط التعريفات الجمركية التي تفرضها البلدان المتقدمة النمو على المنتجات الزراعية والمنسوجات والملبوسات الواردة من البلدان النامية
- تقديرات الدعم الزراعي المقدم في بلدان منظمة التعاون والتنمية في الميدان الاقتصادي كنسبة مئوية من ناتجها المحلي الإجمالي
- نسبة المساعدة الإنمائية الرسمية المقدمة لبناء القدرات التجارية

القدرة على تحمل الديون
- مجموع عدد البلدان التي وصلت إلى مرحلة اتخاذ القرار لصالح البلدان الفقيرة المثقلة بالديون والعدد (التراكمي) للبلدان التي وصلت إلى نقطة إنجاز المبادرة المتعلقة بتخفيف أعباء ديون البلدان الفقيرة المثقلة بالديون (مبادرة الهيبك)
- مقدار عبء الديون الذي التُزم بتخفيفه في إطار المبادرة المتعلقة بالبلدان الفقيرة المثقلة بالديون والمبادرة المتعددة الأطراف لتخفيف عبء الدين
- تكاليف خدمة الدين كنسبة مئوية من صادرات السلع والخدمات

الغاية 8 - هاء: التعاون مع شركات المستحضرات الصيدلانية لإتاحة العقاقير الأساسية بأسعار ميسورة في البلدان النامية
المؤشرات
نسبة السكان الذين يمكنهم الحصول بشكل دائم على العقاقير الأساسية بأسعار ميسورة
الغاية 8 - وأو:
التعاون مع القطاع الخاص لإتاحة فوائد التكنولوجيات الجديدة، وبخاصة تكنولوجيا المعلومات والاتصالات
المؤشرات:
1. الخطوط الهاتفية لكل 100 نسمة
2. المشتركون في شبكات الهاتف الخلوي لكل 100 نسمة

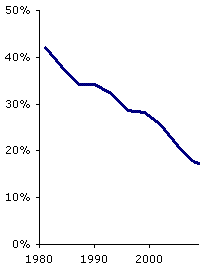
انخفضت نسبة سكان العالم الذين يعيشون في فقر مدقع إلى النصف منذ عام 1981. ويوضح الرسم البياني تقديرات وتوقعات البنك الدولي لنسب الفقر في العالم في الفترة بين 1981-2009. وسجلت معظم نسب التحسن في شرقي وجنوبي آسيا.

3. مستخدمو الإنترنت لكل 100 نسمة

## التقدم المحرز
تباينت درجة التقدم المحرز نحو تحقيق جميع اهداف الالفية إذ أنجزت بعض البلدان الكثير من الأهداف بينما فشلت الأخرى في أن تكون على مسار تحقيق أي منها. وتتضمن قائمة أهم البلدان التي حققت أهدافها الصين (حيث انخفض عدد الفقراء من 452 مليون إلى 278 مليون) والهند لوجود عوامل داخلية وخارجية واضحة تتعلق بالسكان والتنمية الاقتصادية. ومع ذلك، لم تشهد المناطق الأكثر حاجة لخفض نسبة الفقرفيها مثل أفريقيا جنوب الصحراء أي تغير جذري حتى الآن في تحسين نوعية الحياة بها. خفضت كل من الصين وأفريقيا جنوب الصحراء معدل الفقر بنسبة 1% بيد أنهما قد يتعرضا لخطر الفشل في بلوغ الأهداف الإنمائية للألفية بحلول عام 2015. ويرى الباحثون بمعهد التنمية الخارجية ان القضايا الرئيسة وهي المساواة بين الجنسين وكيفية دمج أجندة المساعدات الإنسانية في الأجندة التنموية وتحقيق النمو الاقتصادي هو ماسيحدد ماإذا كانت الدول ستحقق الأهداف الإنمائية للألفية من عدمه.
وسعيا لدفع عجلة التقدم نحو إحراز الأهداف الإنمائية للألفية، التقى وزراء مالية مجموعة الثمانية في لندن في يونيو/ حزيران 2005 (للاستعداد لقمة دول الثمانية التي انعقدت في جلين إيجلس في يوليو/ تموز) ووصلوا لاتفاق يقضي بتزويد البنك الولي وصندوق النقد الدولي ومصرف التنمية الأفريقي بما يلزم من أموال لإلغاء ديون إضافية تتراوح قيمتها ما بين 40-55 مليار دولار على البلدان الفقيرة المثقلة بالديون. وستمكن تلك الخطوة البلدان الفقيرة من إعادة توجيه الموارد التي وفرتها من الديون المعفاة إلى مشروعات اجتماعية للارتقاء بالصحة والتعليم وتخفيف وطأة الفقر.
وبتمويل من مجموعة الثمانية، صدق كل من البنك الدولي وصندوق النقد الدولي ومصرف التنمية الأفريقي على خطة جلين إيجلس ونفذوا المبادرة متعددة الأطراف لتخفيف عبء الدين بغية بدء الإلغاء الفعلي للديون. وتساعد المبادرة متعددة الأطراف لتخفيف عبء الدين (MDRI)الدول الفقيرة المثقلة بالديون حيث تمنح كل دولة تصل لمستوى نقطة إنجاز المبادرة المتعلقة بتخفيف أعباء ديون البلدان الفقيرة المثقلة بالديون (مبادرة الهيبك) إعفاءً من الديون متعددة الأطراف بنسبة 100%. وتصبح البلدان التي وصلت إلى نقطة اتخاذ القرار مؤهلة للحصول على إعفاء كامل من ديونها بمجرد تاكيد الهيئة المقرضة أن تلك البلدان استمرت في الحفاظ على الإصلاحات التي تم تنفيذها عندما كانت في وضع البلدان الفقيرة المثقلة بالديون.وبالنسبة للبلدان الأخرى التي تصل في مرحلة تالية إلى نقطة الإنجاز، فإنها تُعفي تلقائيا من كامل الديون متعددة الأطراف وفقا للمبادرة متعددة الأطراف لتخفيف عبء الدين.
ويقصر كل من البنك الدولي ومصرف التنمية الأفريقي تطبيق المبادرة متعددة الأطراف لتخفيف عبء الدين للبلدان التي تكمل برنامج البلدان الفقيرة المثقلة بالديون بيد أن معايير استحقاق البلدان لإلغاء الديون وفقا للمبادرة متعددة الأطراف لتخفيف عبء الديون والتي يضعها صندوق النقد الدولي تعد أقل تقييدا إلى حد ما حيث تتوافق ومتطلبات صندوق النقد الدولي الفريدة والخاصة «بالمعاملة المتساوية».
فبدلا من قصر إلغاء الديون وفقا للمبادرة على البلدان الفقيرة المثقلة بالديون (الهيبك)، خول صندوق النقد الدولي هذا الحق لكل البلدان التي يبلغ متوسط الدخل السنوي للفرد فيها 380 دولار دولارا أو أقل. واعتمد صندوق النقد الدولي مستوى ال380 دولارا باعتباره الرقم الذي تشترك فيه البلدان المؤهلة للدخول في نطاق مبادرة البلدان الفقيرة المثقلة بالديون.
وفي الوقت الذي نتجه فيه بخطى حثيثة نحو عام 2015، فقد شكل تزايد المخاوف العالمية حيال الأزمة الاقتصادية وتغير المناخ فرصة لإعادة التفكير في نهج الأهداف الإنمائية للألفية تجاه تحقيق السياسة الإنمائية. ووفقا لإحدى أعداد سلسلة التقارير الموجزة الصادرة عن معهد الدراسات الإنمائية Institute of development studies (IDS) بعنوان IDS In Focus Policy Briefing، وهي سلسلة تتناول مختلف السياسات الإنمائية وغيرها في البلدان النامية ومتاحة مجانا على الإنترنت، فإن الجدل الدائر حول «مابعد 2015» يتعلق بجدوى وجود نهج يماثل الأهداف الإنمائية للألفية حيث يكون التركيز على هدف معين لتحقيق التنمية الدولية. يدور الجدل أيضا حول التقدم الذي أُحرز حتى الآن في مجال تخفيض حدة الفقر كما يرتبط بالتطلع لمستقبل غير واضح المعالم والبحث عن منظومة العمل المطلوبة بعد انقضاء الموعد النهائي لتحقيق الأهداف الإنمائية للألفية.
وتتضمن التطورات الأخرى اللازمة لإعادة النظر في استراتيجيات ومنهجيات تحقيق الأهداف الإنمائية للألفية ماجاء في البحث الذي قام به معهد الدراسات الخارجية عن دور المساواة والإنصاف. ويذهب باحثو المعهد إلى القول بأنه من الممكن تعجيل التقدم المحرز في تحقيق الأهداف الإنمائية إذاماتم توسيع نطاق المساواة مما يشكل حلقة مثمرة يحفز فيها انتشار المساواة الفقراء على المشاركة في تنمية بلادهم وبالتالي في خفض نسبة الفقر وتحقيق الاستقرار المالي. ومع ذلك، لاينبغي فهم المساواة في إطار الاقتصاد وحسب إذ إنها سياسية أيضا. والأمثلة كثيرة منها التحويلات النقدية في البرازيل وإلغاء أوغندا لرسوم مستخدم User fee المرافق الصحية عام 2001 أدى إلى زيادة نسبة المترددين عليها بمقدار 80% وشكل أكثر السكان فقرا والذين تبلغ نسبتهم 20% من إجمالي السكان نصف نسبة الزيادة. وتعد موريشيوس من الدول التي حقق فيها النهج مزودج المسار لتحرير الاقتصاد نجاحا ملحوظا إذا لعبت التنمية الشاملة والنمو الشامل دورا في مساعدتها على الانضمام لمنظمة التجارة العالمية. ويقترح باحثو معهد التنمية الخارجية قياس العدالة باستخدام جداول ترتيب لكي يستشفوا بطريقة أوضح كيفية تعجيل تحقيق الأهداف الإنمائية للالفية. ويعمل المعهد مع شركاء له لوضع جداول الترتيب على جدول أعمال مؤتمر القمة بشأن الأهداف الإنمائية للألفية المقرر عقده في سبتمبر/ أيلول 2010.
وأشارت مجلة International Journal of Drug Policy  إلى أن ارتفاع نسبة تعاطيالأدوية المؤثرة على الحالة النفسية والتي تُصنف تحت بند المخدرات تقوض تحقيق الأهداف الإنمائية للألفية.

## الخلاف حول التمويل بنسبة 0,7% من الدخل القومي الإجمالي
على مدار الخمسة وثلاثين عاما الماضية، أعادت الدول الأعضاء في الأمم المتحدة تكرار التزامها بتخصيص 0,7% من الناتج القومي الإجمالي لصالح المساعدة الإنمائية الرسمية. ويُذكر أن الجمعية العامة للأمم المتحدة أعلنت هذا الالتزام للمرة الأولى عام 1970.
ونص الالتزام هو:
تلتزم كل دولة متقدمة اقتصاديا بزيادة معونتها الإنمائية الرسمية للبلدان النامية تدريجيا وستبذل أقصى جهد لكي تصل معونتها إلى صافي 0,7% من الناتج المحلي الإجمالي على الأقل بسعر السوق بحلول منتصف العقد.
واعترضت الولايات المتحدة ودول أخرى على توافق آراء مونتيري الذي حث «البلدان المتقدمة- التي لم تف بالالتزام- على بذل جهود ملموسة لتخصيص نسبة 0,7% من الناتج القومي الإجمالي للمساعدة الإنمائية الرسمية للبلدان النامية».

## دعم هدف تخصيص 0,7% من الناتج المحلي الإجمالي لصالح المساعدة الرسمية
إن الأمم المتحدة «تؤمن بأنه ينبغي على المانحين الالتزام بالوصول إلى الهدف طويل الأمد بشأن تخصيص نسبة 0,7% من الدخل القومي الإجمالي بحلول عام 2015».  الأمم المتحدة
وأكد  الاتحاد الأوروبي من جديد على التزامه بهدف زيادة المعونات إلى 0,7% من الدخل القومي الإجمالي. وذكر مجلس العلاقات الخارجية بالاتحاد الأوروبي أنه ابتداء من مايو/ آيار 2005، أصبحت أربع من الخمس دول التي تخطت هدف الأمم المتحدة بشأن تخصيص 0,7% من الناتج المحلي الإجمالي للمساعدة الإنمائية الرسمية دولا أعضاء في الاتحاد الأوروبي."
وتسعى العديد من المنظمات إلى جذب انتباه الولايات المتحدة سياسيا إلى الأهداف الإنمائية للألفية. في عام 2007، عمل الرئيس أوباما (وكان عضوا في مجلس الشيوخ آنذاك) على تمريرمشروع قانون مكافحة الفقر العالمي (بالإنجليزية) Global poverty act وهو مشروع قانون يطلب من البيت الأبيض وضع إستراتيجية لتحقيق الأهداف الإنمائية للألفية. ومنذ تولي باراك أوباما الرئاسة في 2009، لم يتم تمرير مشروع القانون حتى الآن.

## التحديات الماثلة أمام الهدف
ولم تحرز بلدان منظمة التعاون الاقتصادي والتنمية، بما فيها الدول الأعضاء الرئيسة مثل الولايات المتحدة، تقدما في تنفيذ وعدها بشأن تخصيص 0,7% من الناتج القومي الإجمالي للحد من الفقر بحلول عام 2015. ووُجه الانتقاد إلى معونات بعض البلدان التي لم تصل لنسبة 0,7%.
ويقول جون بولتون، أحد الرموز السياسية الأمريكية، أن الولايات المتحدة لم توافق أبدا على اتفاق مونتيري والذي يقضي بإنفاق 0,7% من الناتج المحلي الإجمالي في شكل معونة إنمائية. ومنذ إقرار الجمعية العامة للأمم المتحدة لهدف تخصيص نسبة 0,7% في شكل معونات للمرة الأولى عام 1970، تواصل الحكومة الأمريكية معارضتها لتحديد أهداف معينة بشأن المعونات الخارجية.
وأعلنت الحكومة الأسترالية التزامها بتقديم 0,5% من الدخل القومي الإجمالي للمعونة الإنمائية الدولية بحلول عام 2015 أو 2016 دون أن تذكر الهدف طويل الأمد وهو تخصيص 0,7% من الناتج المحلي الإجمالي.

## تحديات الأهداف الإنمائية للتنمية
وعلى الرغم من تزايد معونات الدول المتقدمة المخصصة لتحقيق الأهداف الإنمائية في العام المنصرم، فقد اتضح أن أكثر من نصفها موجه لتخفيف عبء الديون على البلدان الفقيرة. أما أموال المعونات المتبقية، فتتخذ شكل مساعدات عسكرية ومساعدات لمواجهة الكوارث الطبيعية، الأمر الذي لاينعكس على تنمية الدول. ووفقا لقسم الشؤون الاقتصادية والاجتماعية بالأمم المتحدة (عام 2006)، لا تحصل البلدان الخمسون الأقل نموا إلا على ثلث المعونات التي تتدفق من البلدان المتقدمة، مما يعني أن المعونة لاتنتقل من الأغنياء للفقراء حسب حاجتهم للتنمية بل من الأغنياء إلى أقرب حلفائهم.
ويشكك خبراء التنمية في جدوى نموذج الأهداف الإنمائية للألفية حيث يتم نقل مليارات الدولارات مباشرة من حكومات البلدان الغنية إلى حكومات بلدان نامية تتسم في الغالب بالفساد أو البروقراطية. وهذا الشكل من المساعدات قد لقى انتقادا واسع النطاق من الرأي العام في الدول الغنية ويؤثر بالسلب على توسيع نطاق المعونات التي تحتاجها بعض البلدان بشدة.

## المنظمات ذات الصلة
- ميكاه شالينج، بالإنجليزية Micah Challengeهي حملة دولية تشجع المسيحيين على دعم الأهداف الإنمائية للألفية. ويتمثل هدفها في "تشجيع قادة العالم على تخفيض الفقر عالميا إلى النصف بحلول عام 2015.
- ثمانية آفاق للأمل بالإنجليزية (Eight Visions of Hope) هو مشروع فني عالمي يكتشف ويوضح كيف يمكن أن يكون الفن والثقافة والفنانون والموسيقيون عوامل تغيير إيجابية في تحقيق الأهداف الإنمائية للألفية الثمانية.
- وتقوم وحدة تطوير التعليم التابعة لفيوتشير وورلد سنتر، بالإنجليزية Development Education Unit of Future Worlds منذ عام 2005 بوضع تصور لحملات التوعية بتطوير التعليم والتدريب والمؤتمرات وكذلك تصميمها وتنفيذها. وهذه الوحدة مسؤولة عن مشروعات في أوروبا مثل مشروع Accessing Development Education وTeachMDGs.

## المشروعات ذات الصلة
Accessing Development Education: بوابة إلكترونية افتتحت في إطار مشروع Accesing Development Education الممول من الاتحاد الأوروبي (ONG-ED/2007/136-419). وتقدم معلومات عن تطوير التعليم / التعليم العالمي وتساعد المعلمين على إيجاد المصادر والمواد الأنسب لعملهم.
TeachMDGs: مشروع أوروبي يهدف إلى تنمية الوعي والدعم العام للأهداف الإنمائية للألفية وذلك بإشراك معاهد تدريب المعلمين والتلاميذ والمعلمين بفعالية في صياغة/ تطوير مصادر التدريس الوطنية/ الموجهة للمجتمعات المحلية للترويج للأهداف الإنمائية للألفية خاصة في أفريقيا جنوب الصحراء بغية إدماجها في نظم التعليم.